# (35131) 1992 PE2
1992 PE2 (asteroide 35131) é um asteroide da cintura principal. Possui uma excentricidade de 0.22763670 e uma inclinação de 12.51657º.
Este asteroide foi descoberto no dia 2 de agosto de 1992 por Henry E. Holt em Palomar.